# Université au Sri Lanka
Cet article est une liste des universités du Sri Lanka.

## Histoire
Les débuts de l'enseignement supérieur en Ceylan britannique ont commencé en 1870 avec la création de la faculté de médecine de Ceylan, suivis par le Colombo Law College (1875), de l'école d'Agriculture (1884) et le Government Technical College (1893).
Le système universitaire moderne remonte à 1921, lorsque le Ceylon University College a été créé dans les anciens locaux du Royal College de Colombo et était affilié à l'Université de Londres. Le collège offrait des cours en art, en sciences humaines, en sciences et en médecine pour préparer les étudiants de premier cycle à un examen à l'Université de Londres. 
En 1942, la première université créée dans le pays fut l'Université de Ceylan (en), qui comptait plusieurs campus dans toute l'île, Colombo (1942), Peradeniya (1949), Vidyodaya (1959), Vidyalankara (1959) et Katubedda (1972). Les campus de Vidyodaya et Vidayalankara ont été créés en vertu de la loi n°45 de 1958 sur l'université de Vidyodaya et de Vidayalankara. L'Université de Ceylan a été modelée sur la formule d'Oxbridge (Université d'Oxford et Université de Cambridge). À ses débuts, l'université n'accueillait que 904 étudiants, qui ont ensuite été étendus pour couvrir un certain nombre d'universités. Elle a été dissoute en 1972 pour créer l'Université du Sri Lanka (en). En 1974, le campus de Jaffna a été ajouté à l'université du Sri Lanka, avant de devenir indépendant et devenir l'Université de Jaffna en marge de la guerre civile.
Le changement de gouvernement intervenu en juillet 1977 a entraîné le démantèlement de l'appareil universitaire unique avec le projet de créer des universités indépendantes. Avec la promulgation de la loi sur les universités, le statut d'université d'État a été rétabli dans les six campus distincts.  

## Universités nationales
Il y a 15 universités d'État au Sri Lanka, qui sont établies sous l'autorité de la Commission des Subventions Universitaires (en) .
| Université                                  | Campus principal                | Campus principal | Campus principal | Fondé            | Type          |          |
| Université                                  | Ville                           | District         | Province         | Fondé            | Type          |          |
| ------------------------------------------- | ------------------------------- | ---------------- | ---------------- | ---------------- | ------------- | -------- |
| Université                                  | Université de Colombo           | Colombo          | Colombo          | Ouest            | 1er juin 1870 | Publique |
| Université                                  | Université de l'Est (Sri Lanka) | Vantharumoolai   | Batticaloa       | Est              | 1er août 1981 | Publique |
| Université                                  | Université de Jaffna            | Jaffna           | Jaffna           | Nord             | 1er août 1974 | Publique |
| Université de Kelaniya                      | Kelaniya                        | Gampaha          | Ouest            | 1875             | Publique      |          |
| Université de Moratuwa                      | Moratuwa                        | Colombo          | Ouest            | 1972             | Publique      |          |
| Open University du Sri Lanka                | Nawala                          | Colombo          | Ouest            | 1978             | Publique      |          |
| Université de Peradeniya                    | Peradeniya                      | Kandy            | Centre           | 1er juillet 1942 | Publique      |          |
| Université de Rajarata                      | Mihintale                       | Anuradhapura     | Centre-Nord      | 7 novembre 1995  | Publique      |          |
| Université de Ruhuna                        | Matara                          | Matara           | Sud              | 27 août 1978     | Publique      |          |
| Université Sabaragamuwa                     | Belihuloya                      | Ratnapura        | Sabaragamuwa     | 20 novembre 1991 | Publique      |          |
| Université du Sud-Est (Sri Lanka)           | Oluvil                          | Ampara           | Est              | 26 juillet 1995  | Publique      |          |
| Université de Sri Jayewardenepura           | Sri Jayewardenepura             | Colombo          | Ouest            | 1873             | Publique      |          |
| Université Uva Wellassa                     | Badulla                         | Badulla          | Uva              | 1er juin 2005    | Publique      |          |
| Université des Arts Visuels et du Spectacle | Colombo                         | Colombo          | Ouest            | 1er juillet 2005 | Publique      |          |
| Université Wayamba                          | Kuliyapitiya                    | Kurunegala       | Nord-Ouest       | janvier 1999     | Publique      |          |

## Universités dissoutes
- Université de Ceylan (1942-1972)
- Université du Sri Lanka (1972-1978)